# Mis padres son extraterrestres
Mis padres son extraterrestres es una comedia británica para niños transmitida por CITV, que se inició en 1999. Cuenta la vida de tres niños huérfanos, Melanie, Josh y Lucy Barker, y sus padres adoptivos Brian y Sophie Johnson. En la temporada 6, se les unió CJ. En la temporada 7, Mel se fue y es sustituida por Harry. Para la temporada 8, todos los hermanos fueron sustituidos.
Los niños pronto descubren que los Johnson son extraterrestres del planeta ficticio Valux, que chocaron contra la Tierra cuando Brian manipuló los controles de su nave espacial. Como se muestra en los créditos al comienzo, la casa en la que viven es en realidad una deformación de su nave espacial. También tiene el poder de cambiar su forma a otras personas. 
Algunas de las series había unos dos especiales incluyendo parte, «Primera Navidad» (Serie 2), «Beauty & The Breast» (Serie 4), «Ruedas de Mistfortune» (Serie 5) y «The Naughty List» (Serie 6) .
El espectáculo añadido una pista de reír la 4 ª serie en adelante. Algunos se quejaron de que los fanes no les gustó, sensación que se siente agobiado ante la del espectáculo, pero Granada pegado con él para el resto del espectáculo del plazo.
El último episodio de Mis padres son extraterrestres fue puesto al aire el lunes 18 de diciembre de 2006. El Portal Oficial se eliminan definitivamente en algún momento en enero o febrero después de los foros han desaparecido y «renovada» para la nueva serie.
Durante el primer episodio de la serie 8, los recuerdos de Brian y Sophie fueron borrados, por lo que en ellas no recordar nada de la Barkers, todo los acontecimientos que ocurrieron o Earthling manera que aprendieron durante la muestra correrá a partir de toda la serie 1-7. Serie 8 se denominó «Fase 2» por los fanáticos, como los estilos de Brian y Sophie, y el resto del elenco, los conjuntos, la ubicación e incluso la guía de todos los galácticos cambiado. Con el último episodio de la serie 8 más probable que sea la última vez episodio de la serie, algunos aficionados consideraron que el último episodio de la serie 7, 'Gracias por todas las lombrices Custard', debería haber sido el último episodio, ya que era la última característica a la original ordinario emitidos, y llegó a la conclusión de parcelas en curso de los primeros siete series.
El espectáculo cesado la producción debido a la caída de Granada Kids - con los programas infantiles ya no se ejecutan en la red de ITV, la compañía ya no hace espectáculos infantiles en casa.
Mis padres son de Extranjería había un video que contó con la completa la serie 1 que es un tema poco común hoy en día. Pero en 2006 el espectáculo finalmente publicó su primer DVD que incluye dos episodios de la serie 2 y cuatro episodios de la serie 3 (que incluye el primer y el último de los episodios de la serie).
A lo largo del verano de 2007, el canal mostró CITV cada episodio de la primera a la última (incluida la de Halloween y Navidad Especiales). El sitio web CITV cuenta en la actualidad todavía tiene una insignia que usted puede imprimir MPAA dice que F2L (mis padres son extranjeros - primero al último) lo ha hecho! Pero había otra insignia que figuran dijo 'Doing It! que fue visto en todo el momento de la primera a la última temporada.
En el otoño de 2005 y 2006, mis padres son extranjeros CITV hizo un 'usted dice, nos Play' voto donde los espectadores pueden votar a partir de los tres o cuatro opciones de viejos episodios CITV en la página web. El ganador episodio se muestra el martes siguiente. De 2005 tenía una votación de cuatro episodios de edad entre la tercera a la sexta serie y la votación fue en todos los martes en el otoño. En 2006 hubo una única votación a votar por un episodio de la serie 8, pero solo había una elección de tres (incluido el primer episodio de la serie).
En el verano de 2007 hubo ocasionales votos de mis padres son extranjeros episodio de cada tres opciones de parte del CITV del Canal Chooseday voto (que el resultado fue demostrado en un martes).
A lo largo del verano en el CITV canal en 2007 hubo algunos Maratón de semana, donde habrá dos horas de su favorito muestra entre 9,25 y 11.25am y mis padres son extranjeros maratón tiene dos fines de semana, con la que se muestra episodios de la serie 6 y 7 .

## Argumento
El programa sigue las vidas de tres hermanos huérfanos, Mel, Josh y Lucy Barker, que son impulsados por Brian Johnson y Sophie, desde el planeta Valux, que están hundidos en la Tierra después de Brian desordenado con sus controles del buque, lo que los crash-tierra . Brian y Sophie tienen una limitada y confusa conocimiento de la vida en la Tierra, y los episodios suelen comenzar con ellos aprendiendo algo nuevo, por lo general incorrectamente, a continuación, proceder a exhibir su ignorancia en la manera divertida, a la exasperación de los niños y el bemusement de otros personajes. La premisa central del programa es que nadie fuera de la familia deben saber que cada vez son extranjeros, o serán retirados de las pruebas científicas. El principal argumento dispositivo en el programa es su capacidad para asumir las formas de otras personas (conocido en el programa de morphing), y la confusión y los malentendidos que se derivan de su falta de conocimiento de la tierra y el pueblo en él. Por ejemplo, los alimentos que a menudo Sophie cocineros difícilmente puede considerarse como un medio de la cocina. El humor en el programa es surrealista y, a veces suavemente subversivos. Aunque el programa es un espectáculo para niños que de vez en cuando hace referencia a cuestiones bastante maduro. Por este motivo, también ha adquirido una considerable después de más edad de los espectadores fuera de su rango de edad.

## Personajes
- Brian Johnson (Tony Gardner), Es un extraterrestre Valuxiano. Él es sumamente infantil (hasta el punto de usar pañales) y sigue modas y caprichos, y se aburre fácilmente. Es fácilmente arrastrado hacia las estafas de Josh. Él tiene pocos o ningún concepto de la moral, creando a menudo situaciones difíciles para los personajes. Puede transformarse voluntariamente, pero su alergia al helado le hace crecer la cornamenta de un alce involuntariamente cada vez que come. A menudo muestra un comportamiento andrógino: le crecen senos en un episodio, y aparentemente está embarazado en otro. También un tiene amor no correspondido por Pete, el amigo de Josh y, en el episodio de la serie 2 «Primera Navidad Parte 1», se presenta el novio de Mel, Scott Taylor (que más tarde pone en peligro la relación cuando se transforma en Mel y besa a Scott). Brian se trasforma mucho sus disfraces son: Mel, Josh (en su mayoría), Lucy, Trent, Wendy, la señora Hardman, un fallecido y anterior director (interpretado por Lee Cornes), un loco adolescente llamado Spam (Melanie Orchard), una enfermera rubia, una rata, un sapo, una mujer embarazada de edad avanzada (con el fin de obtener un asiento en el autobús), Tania Thomas, Pete y Harry. Su tema favorito es semanal Knitting para los niños que es la principal razón por la cual no puede pasar el rato con Josh y sus amigos. Él es bueno en la ciencia. Tony Gardner es el único miembro del elenco que ha aparecido en todos los 105 episodios.
- Sophie Johnson (Barbara Durkin), (1999-2000, 2005) entonces (Carla Mendonça) (2001-), la esposa de Brian. Ella tiene un poco más de sentido común que Brian, pero es muy fácil de persuadir, después de la persuasión suficiente. Ella puede transformarse, pero solo cuando come helado (aunque esta norma ha sido pasado por alto en un par de ocasiones). Ella y Brian han aterrizado en la Tierra y decidieron adoptar Mel, Josh y Lucy para que se ajuste a pulg. Aunque inicialmente estaban varados en la Tierra, en el episodio 3 de la serie «Los extranjeros Go Home» ve a un buque Valuxiano recogiendo su señal de socorro. Sin embargo, se ha convertido en adjunto a su nueva vida, deciden quedarse en la Tierra. Las tranformaciones de Sophie incluyen: Mel, Josh, Lucy, Frankie, Pete, Trent, un hámster, una sirena (con su misma cabeza), una «mujer moderna» la señora Hardman, una mosca y el Sr Whiteside. Barbara Durkin vuelve como Tía Sophie en el episodio «Gracias por todas las lombrices Custard». Sophie, aunque más torpe con las transformaciones, es ligeramente mejor a controlar los campos magnokinetic que los extranjeros suelen crear, una vez que ha utilizado su magnokinesis en forma de telekinesis. Ella es muy aplicada en las matemáticas.
- Melanie 'Mel' Barker (Danielle McCormack), (1999-2004, 2005): Melanie Barker, apodada Mel, es una adolescente de catorce años de que tiene una sarcástica y temperamental personalidad. Aunque, al ser la mayor de los niños Barker, tiene una protectora y maternal naturaleza hacia sus hermanos menores, desde la muerte de sus padres. Es evidente que la difícil actitud de Mel viene del dolor de perder a sus padres, así como se cambió de lugar y de diferentes hogares de acogida. A pesar de su reputación como una persona dura, ella ha mostrado signos de debilidad en episodios como «The Box», en particular hacia su hermana Lucy. Mel es coherente con su frustrada con sus exóticos padres y su ignorancia de la vida en la Tierra. Ella le da mucha vergúenza cuando sus padres salen en público (debido a su inusual comportamiento). Ella no le gusta expresar sus emociones (salvo la ira) como ella le preocupa que la hará parece vulnerables. Mel se ve algo insegura (a pesar de su confianza en acto). Ella se preocupa más de su apariencia de lo que ella permite. Ella es a menudo de molesta por la proximidad de Lucy a Brian y Sophie, por lo general su advertencia es no llegar «a quererlos demasiado». El mejor amigo de Mel, es Trent Clements. Los dos tienen un evidente interés romántico en sí, pero no empiezan a salir hasta mucho más tarde en la serie. Mel manifestó con frecuencia los celos (que ella nunca a de admitir), cuando Trent torno más mujeriego, sobre todo cuando Trent cayó por culpa de Spam, una de las transformaciones de Brian , (un disfraz que Brian adoptó con el fin de conseguir entradas para conciertos de Trent). Mel ha tenido siempre un radical e inusual sentido de la moda y siempre ha mostrado interés en la fotografía. Mel es una persona que le gustan diferentes tipos de arte y música. Ella amaba la fotografía tanto que se mudó a Canadá en un programa de intercambio al final de la temporada 6. Más tarde regresó al final de la tempoirada 7, «Gracias por todas la lombriz Custard».
- Josh Barker (Alex Kew) (1999-2005): Josh Barker es el hermano del medio de los Barker fue y tiene alrededor de once o doce años cuando fue adoptado por los Valuxianos, Sophie y Brian Johnson. Josh es un preadolescente artero y scheming , constantemente inventa nuevos e interesantes fraudes para ganar dinero. Aunque, con frecuencia trucos y abusos son contra sus amigos «pero les tiene lealtad, que significa que nunca desea un verdadero daño a ellos. Sus dos mejores amigos son Pete y Frankie. Él no pasan mucho tiempo interactuando con sus hermanas, aunque cuando lo hace, por lo general incluye molesto o scamming. Se demuestra que le gusta Josh posiciones de poder y popularidad, como se indica en El Presidente, cuando se ejecuta una elección en la escuela. Aunque es inteligente y astuto, a menudo Josh fracasa en sus planes pero es más rápido e ingenioso que sus hermanas, Mel y Lucy. Josh utiliza a menudo Brian transformado para su fraudes o para hacer lo que él desea, como Brian trasformado en él para que pueda faltar a la escuela. A pesar de que Josh es inmaduros de alguna manera, se convierte poco a poco más responsable a través de los años. Él es, sin embargo, suelen ser muy fácilmente prudish y avergonzado. Josh no muestran mucho interés los estudios ni en la escuela, de ahí su pobre calificaciones, aunque él ha mostrado signos medios de inteligencia (que se muestra en su capacidad para evadir el castigo por la persuasión), pero a menudo no se aplican a sí mismo. Josh incluye en sus intereses patinar, skateboarding, ganar dinero y «la magnífica Tania Thomas». También toca la guitarra muy bien. Josh no parece tener muchas metas futuras. Aunque la mayoría de los Barker, Josh vez en cuando viene a la ayuda de los demás. Josh lleva frenillos en la temporada 4, su voz se rompe en la temporada 5 (aunque lo hizo cambiar un poco en la Serie 4), y de la temporada 7 se encuentra en la mitad de su adolescencia.
- Lucy Barker (Charlotte Francis) (1999-2005): Lucy Barker es el más joven y más inteligente Barker. Al comienzo de la serie empezó con nueve años de edad. Ella es muy talentosa en sus materias escolares, sobre todo en Matemáticas y Ciencia. La materia favorita de Lucy es Química. Lucy es muy honesta y moral. Se ve fácilmente a través de Mel y Josh las voces de sus verdaderos sentimientos con precisión. Ella es la que más duro trabaja en la escuela a diferencia de sus hermano y las diferentes personalidades a menudo chocan. Lucy es muy organizada e inteligente, pero a veces carece de un sentido de aventura. Ella puede ser bastante uptight y un poco el control. A pesar de estos rasgos, es la especie más cuidado y carácter. Lucy's por encima de la media de inteligencia significa que a menudo lazos con Brian (los extranjeros tienen el conocimiento científico brillante pero carecen de sentido común). Por lo general, jugar ajedrez y llevar a cabo experimentos químicos. Lucy es a menudo Brian irritada por la falta de sensibilidad. Ella es muy sensible y tiene un mejor amigo llamado Wendy Richardson. Wendy es igualmente inteligentes y comparte Lucy La meta de ser astronauta. Lucy y Wendy no son muy populares, debido a sus intereses científicos. Lucy la posesión más preciada es su química conjunto. Lucy también tiene un talento para el judo. Al igual que Josh, que lleva los frenos en serie.

## Temporadas

### Niños 4.ª temporada
- CJ (Olisa Odele) (2004-2005): una pequeño y tranquilo niño que fue rescatado de ser atropellado por 'Superbrian', alias Brian Johnson llevaba una capa. Por extraña coincidencia que también resulta ser un huérfano de la prestación por hijos a casa y se aprobó en la familia debido a que se encuentre en unas Brian y Sophie están los extranjeros y amenaza con decirle. CJ general, sobre el papel de Brian 'Sidekick', y es, por tanto, participan en muchos de Brian es ridículo y los sistemas de ideas locas. CJ también ha sido conocido por imitar a Brian, aunque, como muestran los avances que se hicieron más independientes. También es a veces víctima de bromas que implica que (tal vez debido a su edad) es menos importante o likable que los demás, algo que él trata de refutar, como cuando se ofrece a sí mismo como un esclavo por un día, y cuando las fechas de adormidera Manning.
- Harriet 'Harry'  (Stephanie Fearon) (2005): introdujo al comienzo de la serie 7. Harry's verdadero nombre es Harriet, pero ella encaje airadamente a cualquiera que le pide que. Brian y Sophie aprobó su hora de buscar un sustituto de Mel, que tenía en el tiempo restante para Canadá en un intercambio viaje. Ella es muy similar a Mel en términos de personalidad, como ella suele ser caprichoso y es un poco tomboy. También es muy protectora de CJ porque él es el más joven, aunque él considera su comportamiento paternalista. Al igual que Josh, ella toca la guitarra, y su a veces irrita que practican los demás.